# Acaena tridactyla
Acaena tridactyla é uma espécie de rosácea do gênero Acaena, pertencente à família Rosaceae.